# Želimir Puljić
Želimir Puljić (Kamena, 7. ožujka 1947.) prelat je Katoličke Crkve i nadbiskup zadarski u miru. Prethodno je obnašao dužnosti apostolskog upravitelja splitsko-makarskog (2023.), nadbiskupa zadarskog (2010. – 2023.), predsjednika Hrvatske biskupske konferencije (2012. – 2022.) te biskupa dubrovačkog (1989. – 2010.).

## Životopis

### Djetinjstvo i školovanje
Puljić je u obitelji Ivana i Ane (rođ. Raguž), 7. ožujka 1947., u Kamenoj kraj Mostara. Osnovnu školu pohađao je u Blagaju i Mostaru, a završio je u Požegi gdje su mu se preselili roditelji. Klasičnu gimnaziju pohađao je u Biskupijskom sjemeništu u Dubrovniku od 1962. do 1966. godine. Od 1966. do 1970. pohađao je teološki studij u Splitu, a nastavio u Rimu na Papinskom sveučilištu Urbaniani. U Rimu je 1978. postigao diplomu licencijata iz pastoralne teologije na Lateranskom sveučilištu. Uz studij teologije, završio je i fakultet Odgojnih znanosti na Salezijanskom sveučilištu u Rimu gdje je doktorirao iz psihologije na Papinskom salezijanskom sveučilištu 12. ožujka 1980. godine.

### Svećeništvo
Za svećenika Mostarsko-duvanjske biskupije zaređen je 24. ožujka 1974. u Rimu. Po završetku studija na Katoličkoj bogosloviji u Sarajevu vršio je službu prefekta studenata (1978. – 1980.), prefekta studija (1980. – 1986.) i rektora bogoslovije (1986. – 1989.). Na teologiji je predavao kolegije Opća psihologiju, Psihologija religije i Katehetika.

### Biskupstvo
Dubrovačkim biskupom imenovao ga je papa Ivan Pavao II. 7. prosinca 1989. godine, a za biskupa je zaređen 14. siječnja 1990. godine u Dubrovniku. Glavni posvetitelj bio je kardinal Franjo Kuharić, a suposvetitelji msgr. Ante Jurić i msgr. Pavao Žanić.
Dana 15. ožujka 2010. godine papa Benedikt XVI. imenovao ga je zadarskim nadbiskupom. U službu je uveden 24. travnja 2010. godine. Dana 14. siječnja 2023., Tiskovni ured Svete Stolice priopćio je kako je papa Franjo prihvatio njegovo odreknuće od pastoralnoga upravljanja Zadarskom nadbiskupijom zbog navršene kanonske dobi. Dana 14. veljače 2023. godine Tiskovni ured Svete Stolice objavio je dekret o njegovu imenovanju apostolskim administratorom Splitsko-makarske nadbiskupije.
Pri Hrvatskoj biskupskoj konferenciji obavljao je razne službe: član Stalnog vijeća HBK (1996. – 2002.), predsjednik Vijeća za obitelj (1991. – 1998.), član Komisije za Hrvatski zavod Sv. Jeronima u Rimu (1997. – 2002.), član Komisije za uređenje odnosa s državom (1996. – 2002.) te predsjednik HBK (1999. – 2002.). Također, bio je i predsjednik Vijeća HBK za kulturu i crkvena kulturna dobra, predsjednik Vijeća HBK i BK BiH za hrvatsku inozemnu pastvu te član Biskupske komisije HBK za odnose s Europskom unijom.
Od 29. rujna 1995. godine član je Europske akademije znanosti i umjetnosti. Bio je član Upravnog vijeća Sveučilišta u Zagrebu (1993. – 1995.) te član Savjeta Sveučilišta u Dubrovniku (2005. – 2009.).

## Spisateljska djelatnost
Autorske i uredničke knjige:
- „Josip Stadler” (Sarajevo, 1989.)
- „Kršćanstvo srednjovjekovne Bosne”, (Sarajevo, 1991.)
- „Vatikan i Dubrovnik” (Dubrovnik, 1994.)
- „Častimo te križu sveti” (Dubrovnik, 1997.)
- „Euharistija izgrađuje Crkvu” (Dubrovnik, 2000.)
- „1000 godina Dubrovačke nadbiskupije” (Dubrovnik, 2000.)
- „Josip M. Carević – dubrovački biskup” (Dubrovnik, 2002.)
- „Obitelj – snaga Crkve i naroda” (Dubrovnik, 2004.)
- „Rođeni iz ljubavi Kristove” (Dubrovnik, 2010.)
- „Zadarski govori i razgovori” (Zadar, 2015.)
- „Djeliteljima svetih tajni” (Zadar, 2020.)

Od 2019. do 2022. priredio je 14 knjižica u nakladi Nadbiskupskog ordinarijata Zadar u kojima razmatra crkvene i društvene teme.

## Počasti
- Jakša Raguž (prir.) „Ohrabri se, narode moj!: Djelovanje biskupa dubrovačkog mons. dr. Želimira Puljića u razdoblju pada komunizma i Domovinskog rata 1990. – 1993.”, Samobor–Dubrovnik–Zagreb, 2011.
- Tomo Vukšić (prir.), „U jedinstvu, slobodi i ljubavi: zbornik u povodu 25. obljetnice biskupske službe mons. dr. Želimira Puljića”, Zadar–Dubrovnik–Sarajevo–Mostar, 2015.

### Novinski članci
- Životopis apostolskog upravitelja Splitsko-makarske nadbiskupije mons. Želimira Puljića. Informativna katolička agencija. Pristupljeno 14. veljače 2023.

### Mrežna sjedišta
- Archbishop Želimir Puljić. Catholic-Hierarchy.org. Pristupljeno 14. veljače 2023.

| Titule u Katoličkoj Crkvi | Titule u Katoličkoj Crkvi        | Titule u Katoličkoj Crkvi |
| ------------------------- | -------------------------------- | ------------------------- |
| prethodnik Severin Pernek | Dubrovački biskup 1989. – 2010.  | nasljednik Mate Uzinić    |
| prethodnik Ivan Prenđa    | Zadarski nadbiskup 2010. – 2023. | nasljednik Milan Zgrablić |